# Ptychostomum reedii
Ptychostomum reedii là một loài Rêu trong họ Bryaceae. Loài này được (H. Rob.) J.R. Spence mô tả khoa học đầu tiên năm 2005.